# Lamelligomphus hanzhongensis
Lamelligomphus hanzhongensis – gatunek ważki z rodziny gadziogłówkowatych (Gomphidae). Występuje w Chinach; stwierdzony w prowincji Shaanxi.